# Лесоучастка Арбинский
 Лесоучастка Арбинский  — поселок в Тоншаевском муниципальном округе Нижегородской области.

## География
Посёлок находится в северо-восточной части Нижегородской области, на расстоянии приблизительное 18 километров по прямой на юго-восток от посёлка Тоншаево, административного центра района. В посёлке находится станция Пижемской узкоколейной железной дороги.

## Население
Постоянное население составляло 111 человек (русские 81 %) в 2002 году, 86 в 2010.

## История
Участок Арба был основан как подразделение Пижемского леспромхоза. До 2020 года посёлок входил в состав сельского поселения Увийский сельсовет до его упразднения.